# Sturmia micans
Sturmia micans är en tvåvingeart som först beskrevs av Macquart 1854.  Sturmia micans ingår i släktet Sturmia och familjen parasitflugor.
Artens utbredningsområde är Schweiz. Inga underarter finns listade i Catalogue of Life.